# Jean-Augustin Barral
Jean-Augustin Barral (31. ledna 1819 Mety – 10. září 1884 Fontenay-sous-Bois) byl francouzský agronom a pilot balónu.
Narodil se v Metách v kraji Moselle. Studoval na polytechnice a stal se fyzikem a profesorem chemie a agronomie. Napsal mnoho populárně vědeckých knih, zejména o agronomii a zavlažování. Stal se ředitelem publikace o vědeckých objevech. Byl jmenován doživotním tajemníkem Francouzské národní zemědělské společnosti.
Jeho jméno je jedním ze 72 jmen, napsaných na Eiffelově věži. Byl přítelem Jacquese Alexandra Bixia.

## Publikace
- L’Agriculture, les prairies et les irrigations de la Haute-Vienne, Imprimerie nationale, 1884
- Les Irrigations dans le département de Vaucluse : rapport sur le concours ouvert en 1877 pour le meilleur emploi des eaux d'irrigation, Imprimerie nationale, 1878
- Les Irrigations dans le département des Bouches-du-Rhône : rapport sur le concours ouvert en 1875 pour le meilleur emploi des eaux d'irrigation, Imprimerie nationale, 1876
- Avenir de grandes exploitations agricoles établis sur les côtes du Vénézuéla, 1881